# Muscolo depressore dell'angolo della bocca
Il muscolo depressore dell'angolo della bocca, noto anche come muscolo triangolare del labbro, è un muscolo della parte inferiore della bocca, pari e simmetrico, che caratterizza l'espressione del volto con i suoi movimenti.

## Anatomia
Si tratta di un fascio carnoso sottocutaneo che si trova lateralmente al muscolo depressore del labbro inferiore.
Origina dalla parte inferiore della faccia esterna del corpo della mandibola; si dirige poi in alto e medialmente fino a fondersi con l'orbicolare della bocca e ad inserirsi con le sue fibre nella cute del labbro superiore.
Come gli altri muscoli della faccia, è innervato dal nervo facciale; contraendosi, collabora con il depressore del labbro inferiore ad abbassare il labbro inferiore e la rima labiale.

## Muscolo trasverso del mento
Qualora il muscolo depressore dell'angolo della bocca sia particolarmente sviluppato, le fibre trasverse che uniscono i due depressori nella regione mentale possono essere identificate separatamente come muscolo trasverso del mento.
La presenza del muscolo trasverso del mento è in relazione con la formazione del "doppio mento"